# Veselin Topalov
Veselin Aleksandrov Topalov (Веселин Топалов; Ruse, 15 de marzo de 1975) es un gran maestro de ajedrez búlgaro, campeón mundial por la FIDE en 2005.
Su estilo de juego agresivo, arriesgando en ocasiones más de lo debido y siempre jugando a ganar, agrada a un numeroso grupo de aficionados.

## Biografía
Topalov nació en Ruse, Bulgaria. Su padre le enseñó a jugar al ajedrez a los ocho años. Topalov se consolidó rápidamente como un prodigio del ajedrez. A los 12 años, Topalov comenzó a trabajar con el controvertido Silvio Danailov, una relación que continúa hasta la fecha.
En 1989 ganó el Campeonato Mundial Sub-14 en Aguadilla (Puerto Rico), y en 1990 obtuvo la medalla de plata en el Campeonato Mundial Sub-16 en Singapur. Se convirtió en Gran Maestro en 1992 y ganó en Tarrasa. Compartió el primer puesto en el grupo B del Zonal de Budapest en 1993, pero tuvo dificultades en el Interzonal de Biena, con una puntuación de 5.5/13.  Debutó en los Juegos Olímpicos de Moscú 1994, llevando a Bulgaria al cuarto puesto, derrotando a Garri Kaspárov en el primer tablero.
Durante los siguientes diez años, Topalov ascendió en el ranking mundial de ajedrez. Jugó en Linares 1994 (6½/13), Linares 1995 (8/13), Ámsterdam 1995. En una sólida racha de actuaciones en torneos en 1996, quedó tercero en Wijk aan Zee, empató en el primer lugar en Ámsterdam, Viena y Madrid, ganó directamente en Nóvgorod y compartió el primer lugar en Dos Hermanas.  Ya en 1996, fue invitado a eventos para la élite mundial como Las Palmas (5/10), el primer torneo de categoría 21, jugado en diciembre de 1996, con la participación de Kasparov, Anand, Krámnik y Kárpov. Al año siguiente ganó en Amberes y Madrid.
La derrota de Topalov ante el vigente campeón mundial de ajedrez clásico, Garry Kasparov, en el torneo de ajedrez Corus de 1999 se considera generalmente una de las mejores partidas jamás jugadas. Kasparov comentó posteriormente: «Miró hacia arriba. Quizás hubo una señal desde arriba de que Topalov jugaría una gran partida hoy. Se necesitan dos, ¿sabes?, para hacer eso».
En 2001, compartió el título general en Amber Melody y ganó en Dortmund.
En los torneos eliminatorios para el Campeonato Mundial de Ajedrez de la FIDE , alcanzó los octavos de final en 1999, los cuartos de final en 2000, los octavos de final en 2001 y las semifinales en el torneo de 2004. En 2002, perdió la final del Torneo de Candidatos de Dortmund (por el derecho a desafiar al rival, el Campeonato Mundial de Ajedrez Clásico) ante Péter Lékó.
Topalov quedó en primer lugar en el NAO Chess Masters de 2002 en Cannes y ganó en Benidorm en 2003.
Topalov logró su primer gran éxito en Linares 2005, —por delante de Viswanathan Anand y Vladímir Krámnik— empatando en el primer puesto con Garry Kasparov (aunque perdiendo por desempate) y derrotándolo en la última ronda, en lo que sería su última partida de torneo antes de retirarse. A esto le siguió una victoria por un punto en el Torneo de Maestros de M-Tel. En 2006, empató en el primer puesto con Viswanathan Anand en Torneo de ajedrez Corus.

### Campeón mundial 2005
Fue campeón mundial de ajedrez de la Federación Internacional de Ajedrez (FIDE), título que obtuvo en el torneo que se llevó a cabo en Potrero de los Funes, San Luis, Argentina, el 27 de septiembre de 2005. El campeonato enfrentó a los siete primeros del escalafón mundial (excepto el ruso Krámnik, que declinó la invitación por considerarse él mismo campeón mundial de ajedrez "clásico") y el anterior campeón de la FIDE, Rustam Kasimdzhanov.

### Pérdida del título mundial ante Krámnik 2006
El 24 de abril de 2006, se anunció que Topalov pondría en juego su título en un encuentro ante Krámnik. El choque se pactó a doce partidas y, en caso de empate, cuatro más a ritmo rápido y se llevó a cabo en Elistá (Kalmukia, Rusia).
Topalov perdió el título mundial en la última partida de desempate ante Krámnik el 13 de octubre de 2006 en una contienda marcada por la controversia y las múltiples acusaciones de ambos bandos.
- Resultado tras 12 partidas: Krámnik, 6 puntos; Topalov, 6 puntos.

Desempate a 4 partidas de 25 minutos más 10 segundos por jugada:
Vladímir Krámnik le arrebata el título de campeón mundial de ajedrez, al ganar el desempate por 2,5 a 1,5 puntos.

### Torneos

#### 2007
En el torneo Corus de ajedrez, 2007, en Holanda, quedó clasificado el primero, empatado a puntos con Levon Aronian y Teymur Rəcəbov, con 8,5 puntos de 13 posibles, con 5 victorias, 7 tablas y 1 derrota (+5 =7 -1).
En marzo de 2007, en el Torneo Internacional de Ajedrez Ciudad de Linares, Topalov quedó clasificado el séptimo, con 6 puntos en 14 partidas (+1 =10 -3).
El 20 de mayo de 2007, Topalov ganó el torneo M-tel de ajedrez por tercera vez consecutiva; tras remontar un flojo inicio de torneo, con medio punto en las tres primeras partidas, logró cinco de siete en las rondas finales, logrando arrebatarle el título a Sasikiran, tras ganarle en la última ronda.
La clasificación final del M-tel 2007 fue:
| Posición | Participantes          | Puntos |
| -------- | ---------------------- | ------ |
| 1        | Veselin Topalov        | 5.5    |
| 2        | Krishnan Sasikiran     | 5      |
| 3        | Shakhriyar Mamedyarov  | 5      |
| 4        | Gata Kamsky            | 5      |
| 5        | Liviu-Dieter Nisipeanu | 5      |
| 6        | Michael Adams          | 4.5    |

#### 2008 /2009
En marzo de 2008, en el Torneo Internacional de Ajedrez Ciudad de Linares, Topalov quedó tercero, con 7,5 puntos en 14 partidas, (+5 = 5 -4). El ganador fue Anand.
En agosto de 2008, ganó el Torneo Internacional de Ajedrez Ciudad de Villarrobledo.
En febrero de 2009, Topalov derrotó a Gata Kamsky en un encuentro individual jugado en Sofía, en casa del búlgaro, que se mostró confiado en su triunfo en el duelo y finalmente se cumplió con un marcador de 4,5-2,5. Con esta victoria, Topalov ganó el derecho a desafiar al campeón mundial, Viswanathan Anand, por el título máximo.

#### 2010
Topalov ganó el Torneo Internacional de Ajedrez Ciudad de Linares en febrero del 2010, por delante del subcampeón Grischuk.Participaron 6 GMs. 
Topalov disputó como retador el Campeonato Mundial de Ajedrez 2010 que se desarrolló entre el 24 de abril y el 11 de mayo del año 2010, en la ciudad de Sofía, Bulgaria. El campeón defensor Anand se impuso por un marcador de 6,5 a 5,5.

#### 2013
Topalov compitió en el Gran Premio de la FIDE 2012-13 . Tras ganar el Gran Premio de Londres en 2012, en abril de 2013 se alzó con el título del Gran Premio Renova de Zug , con 1,5 puntos de ventaja sobre el segundo clasificado, Hikaru Nakamura . Esto marcó su regreso como uno de los cinco mejores jugadores del mundo, ya que esta victoria lo catapultó al cuarto puesto en la lista de la FIDE.
Al anotar 100 puntos en el Gran Premio de Pekín 2013 , se aseguró el primer puesto a falta de un torneo, clasificándose así para el Torneo de Candidatos 2014.
Topalov participó en la edición de 2013 del Torneo de Ajedrez de Noruega. Quedó octavo con 4 de 9 puntos posibles (+0-1=8).
Del 18 al 25 de septiembre de 2013, Topalov disputó una partida de 6 partidas contra Viktor Láznička . El control de tiempo fue 40/90 + G/30 con un incremento de 30 segundos por jugada. Topalov ganó la partida por 4-2.

#### 2014
Topalov compitió en el Torneo de Candidatos de 2014 en Janti-Mansisk, Rusia. Quedó último, con una puntuación de +2-4=7.
Topalov participó en la edición de 2014 del Torneo de Ajedrez de Noruega. Quedó en quinto lugar con 4,5 de 9 puntos posibles.
Topalov jugó en la 41ª Olimpiada de Ajedrez en Tromsø , donde ganó la medalla de oro en el tablero uno, con el segundo mejor desempeño general del torneo de 2872.
En agosto-septiembre de 2014, Topalov jugó la Copa Sinquefield 2014, donde quedó en tercer lugar, detrás del ganador Fabiano Caruana y el subcampeón Magnus Carlsen.
Topalov participó en la Copa Europea de Clubes 2014 a mediados de septiembre de 2014.

#### 2015
Topalov quedó tercero en el Masters de Gibraltar.
Topalov compitió en el Grand Chess Tour de 2015 , compuesto por el Norway Chess , la Sinquefield Cup y el London Chess Classic . En el Norway Chess 2015, Topalov obtuvo el primer puesto con 6,5/9, lo que le otorgó 13 puntos para el Grand Chess Tour. Obtuvo +5-1=3. En la Sinquefield Cup de 2015, Topalov terminó empatado en el sexto puesto con +2-2=5.  En el London Chess Classic de diciembre de 2015, quedó último, con +0-4=5.
Participó en la Copa Mundial de Ajedrez de 2015 en Bakú , Azerbaiyán, como primer clasificado. Fue eliminado por Peter Svidler en la cuarta ronda.

#### 2016
Topalov participó en el Torneo de Candidatos, celebrado en Moscú, Rusia, del 10 al 30 de marzo de 2016, como clasificado por rating. Topalov quedó último, perdiendo 5 partidas (+0-5=9).
Topalov participó en el Gran Premio de París, dentro del ciclo Grand Prix. Obtuvo 12/36 y quedó noveno.
Topalov participó en la etapa de Lovaina del Grand Chess Tour 2016. Obtuvo 14 de 36 puntos, lo que lo ubicó en el décimo puesto del torneo.

#### 2018
En abril de 2018, participó en la quinta edición de Shamkir Chess, terminando octavo con una puntuación de 4/9 (+2–3=4).